# アソシアソン・ヴォレイ・バウル
アソシアソン・ヴォレイ・バウル（Associação Vôlei Bauru）は、ブラジル・サンパウロ州バウルを本拠地とする女子バレーボールクラブ。2005年に創設された。2024/25シーズンはブラジルスーパーリーガ1部に所属。

## 歴史
2005年、Luso/IESBというチーム名で設立。最初の数年間は非公式戦のみで活動していた。2013年、バウルの債権回収会社Conciligがスポンサーとして参入した後、ブラジル・スーパーリーガBへ参加。2014/15シーズンのブラジル・スーパーリーガB1で優勝し、スーパーリーガAへの昇格を果たした。2015/16シーズンよりブラジル・スーパーリーガAに参戦し初年度は10位の成績となった。2016/17シーズンはCopa São Pauloで初のタイトルを獲得。元ブラジル代表選手や海外からの選手を獲得し、戦力を充実させて試合に挑んだスーパーリーガではクォーターファイナルに進出するもジェルダウ・ミナスに敗れて5位でシーズンを終えた。2018/19シーズンにSesiとパートナーシップ協定を結び、チーム名をSesi Vôlei Bauruとした。ブラジル・スーパーリーガでは4位、ブラジルカップでは3位に入った。2019/20シーズンはブラジルカップで3位となったが、新型コロナウイルス感染症のパンデミックによりスーパーリーガは途中で打ち切りとなった。2020/21シーズンは9-10月に開催されたPaulista選手権で準優勝となった。スーパーリーガではレギュラーラウンドを17勝5敗の4位で通過し、クォーターファイナルでレクソーナ・アデスを2勝1敗で破りセミファイナルに進出。セミファイナルでジェルダウ・ミナスに敗れて4位でシーズンを終えた。2021/22シーズンは2022年1-2月に行われたブラジルカップで優勝しタイトルを獲得。スーパーリーガではレギュラーラウンドを17勝5敗で3位通過すると、クォーターファイナルでFluminense FCを退けたがセミファイナルでジェルダウ・ミナスに敗れて3位となった。2022/23シーズンのブラジル・スーパーリーガはレギュラーラウンドを12勝10敗で6位通過したが、クォーターファイナルでジェルダウ・ミナスに2戦とも敗れてシーズンを6位で終えた。2023年5月の南米クラブ選手権では銅メダルを獲得した。

## 主な成績
スーパーリーガ
- 3位：2021/22シーズン
- 4位：2018/19、2020/21シーズン

ブラジルカップ
- 優勝：2022年
- 3位：2019年、2020年、2021年

## 登録選手
2024-25年シーズンの登録選手は次の通り。
| 背番号 | 国籍/名前              | ポジション           | 身長 | 備考       |
| ------ | ---------------------- | -------------------- | ---- | ---------- |
| 1      | Thais Souza            | アウトサイドヒッター | 1.74 |            |
| 2      | Isis Simonetti         | セッター             | 1.73 |            |
| 3      | ダニエル・リンス       | セッター             | 1.83 | キャプテン |
| 4      | Nicole Fernandes       | アウトサイドヒッター | 1.86 |            |
| 5      | Amanda Mutuano         | セッター             | 1.81 |            |
| 6      | Kátia Machado          | ミドルブロッカー     | 1.88 |            |
| 7      | Pamela Sanabio         | オポジット           | 1.84 |            |
| 8      | Isabella Rocha         | アウトサイドヒッター | 1.87 |            |
| 9      | メイハラ・フランチーニ | ミドルブロッカー     | 1.84 |            |
| 10     | Keyt Alves             | リベロ               | 1.70 |            |
| 11     | ロレンネ・テイシェイラ | オポジット           | 1.84 |            |
| 12     | アナ・コレーア         | ミドルブロッカー     | 1.88 |            |
| 13     | Kasiely Clemente       | アウトサイドヒッター | 1.84 |            |
| 14     | Giovanna Rodrigues     | アウトサイドヒッター | 1.83 |            |
| 16     | Bruna Moraes           | オポジット           | 1.92 |            |
| 17     | ロスランディ・アコスタ | アウトサイドヒッター | 1.90 |            |
| 18     | マヤニー・ソウザ       | ミドルブロッカー     | 1.85 |            |
| 19     | レイア・シウバ         | リベロ               | 1.68 |            |
| 20     | Thays Oliveira         | ミドルブロッカー     | 1.89 |            |

## 主な歴代所属選手
| - アルレネ・シャビエル - バレスカ・メネセス - エリカ・コインブラ - パウラ・ペケーノ - ジョゼファ・ファビオラ・ソウザ - マリアーネ・ステインブレシェル - アデニジア・シルバ - マリアナ・コスタ - アナ・チエミ・タカギ | - スエリ・オリベイラ - イブナ・コロンボ - ブルーナ・オノリオ - マーラ・レオン - ナイアネ・リオス - マイアラ・バッソ - ドルシラ・コスタ - ロレーナ・ヴィーゼル | - プリシージャ・リベラ - ブレンダ・カスティージョ - サラ・ウィルハイト - ニア・リード - ヨアナ・パラシオス - ヴァレンティーナ・ディウフ - ドブリアナ・ラバジエバ - ポリーナ・ラヒモワ - オジナ・バイラモワ |